# Éminence pariétale
L'éminence pariétale (ou bosse pariétale) est une éminence convexe et lisse sur la surface externe de l'os pariétal. Elle est située au dessus de la ligne temporale supérieure de l'os pariétal.
C'est l'emplacement des deux points initiaux de l'ossification intramembraneuse de l'os pariétal au cours du développement prénatal.